# Octomeria fialhoensis
Octomeria fialhoensis är en orkidéart som beskrevs av João Dutra och Guido Frederico João Pabst. Octomeria fialhoensis ingår i släktet Octomeria och familjen orkidéer. Inga underarter finns listade i Catalogue of Life.